# Marcin Myszka
Marcin Myszka (ur. 1991 w Człuchowie) – polski youtuber, tropiciel nierozwiązanych zagadek kryminalnych oraz twórca Kryminatorium, jednego z najpopularniejszych podcastów w Polsce, który był pierwszym tego typu podcastem w Polsce. Jest także autorem audioserialu z czasów PRL − „Rozpruwacz z Bydgoszczy”, nazywanego Polskim Kubą Rozpruwaczem.

## Życiorys
Studiował w Koszalinie transport, ze specjalizacją logistyka oraz dziennikarstwo na Uniwersytecie im. Adama Mickiewicza w Poznaniu. Aktualnie również mieszka w Poznaniu.
W 2015 roku założył swój pierwszy kanał na YouTube „Niediegetyczne”; w 2018 roku stworzył projekt „Kryminatorium”, które doczekało się swojej wersji radiowej w RMF FM oraz wydania w Empik Go pod tytułem „Kryminatorium. Zbrodnie, które wstrząsnęły światem”.
Razem z pisarką Joanną Opiat-Bojarską poprowadził program DNA polskich zbrodni dla kanału CBS Reality.
W wywiadzie przyznał się, że w swoich projektach kryminalnych skupia się na tematach zamkniętych, gdyż jego celem nigdy nie było dziennikarstwo śledcze. Wiedzę do programów opiera nie tylko na materiałach prasowych, ale także w przypadku niektórych spraw spędza czas w archiwach sądowych oraz odwiedza miejsca zbrodni.

## Dorobek

### Projekt Kryminatorium
Autor cotygodniowych podcastów kryminalnych, opisujących i wyjaśniających zagadki kryminalne z całego świata. Najczęściej są to zbrodnie z pierwszych stron gazet, jednak projekt ten uwzględnia również wydarzenia mocno archiwalne i zapomniane. Na przestrzeni kilku lat Kryminatorium uplasowało się w czołówce zestawień najpopularniejszych podcastów w Polsce.
Projekt został zaczęty 3 czerwca 2018 roki i obecnie Kryminatorium przybrał postać słuchowiska i jest dostępny zarówno na kanale YouTube jak i na Spotify. Kanał posiada ponad 57 mln wyświetleń i zrzesza blisko 331 tys. subskrybentów. Wśród playlist Kryminatorium znajdują się m.in. najgłośniejsze śledztwa PRL, sylwetki seryjnych morderców, opis zbrodni w Górach Stołowych czy tajemnicze zaginięcia. Najbardziej popularnym filmem na kanale Kryminatorium jest „Mój Doktorek z Krakowa”, który ma ponad milion wyświetleń na swoim koncie. Na kanale zostało opublikowane już ponad 200 filmów o tematyce podcastów kryminalnych
Projekt Kryminatorium doczekał się także dedykowanej serii, która trafiła do Empik Go – serwisu z audiobookami i e-bookami. W specjalnej serii projektu autor opisuje najgłośniejsze sprawy kryminalne sprzed ostatnich 20 lat. Kryminatorium Empik Go prowadzony jest w podobnym stylu, co autorski cykl podcastów, jednak dostępny wyłącznie w Empik Go.

### Kanał na YouTube: Kryminatorium
Posiadacz własnego kanału na YouTube – Niediegetyczne. Regularnie publikuje tam materiały o tematyce kryminalnej – w tym tajemnicze zaginięcia ludzi czy działania seryjnych polskich morderców. W sierpniu 2022 r. kanał ogólny subskrybowało blisko 570 tys. użytkowników.

### Program: DNA Polskich Zbrodni
Współtwórca programu kryminalnego “DNA Polskich Zbrodni” emitowanego na kanale CBS Reality i składającego się w sumie z 10 odcinków. Razem z pisarką Joanną Opiat-Bojarską opowiada o najbardziej poruszających sprawach kryminalnych, zabójcach i ich motywach, jednocześnie szczegółowo analizując postawę śledczych i biegłych. Premiera programu “DNA Polskich Zbrodni” odbyła się 18 listopada 2019 roku, a produkcją serii zajęła się firma TimecodeFilm Production.

### Audioserial: Rozpruwacz z Bydgoszczy
Główny narrator historii seryjnego mordercy i nekrofila, znanego jako Rozpruwacz z Bydgoszczy. Trwający 4 godziny i 51 minut audioserial szczegółowo przedstawia sprawę kryminalną, która obejmuje wydarzenia z 1965 roku i dotyczy sylwetki jednego z najbardziej brutalnych morderców w historii Polski.
Projekt ten składa się z 10 części. Źródłem wiedzy są m.in. sądowe akta sprawy, zeznania świadków, wyjaśnienia samego podejrzanego, a także niepublikowane dotąd informacje – w tym opinie psychiatryczne i psychologiczne. Na potrzeby audioserialu zrealizowano autorski podkład dźwiękowy, a swojego głosu użyczyli m.in. Filip Kosior i Anna Ryźlak. Formą uzupełnienia audioserialu jest rozbudowany przewodnik po sprawie, liczący blisko 100 stron dodatkowych informacji i zdjęć – w tym fotografii z kluczowych miejsc zdarzeń.

### Audioserial: Sprawa Edmunda Kolanowskiego
Cykl programów dokumentalnych przedstawiających szczegóły działania Edmunda Kolanowskiego – działającego w latach 80. seryjnego mordercy i nekrofila. Dzięki unikatowym materiałom udało się rzucić na światło dzienne nowe fakty z postępu śledztwa, które zakończyło się spektakularnym sukcesem.
Autor wykorzystał zarówno zeznania śledczych, prowadzących sprawę Edmunda Kolanowskiego, jak i opinię niezależnych ekspertów z dziedziny kryminalistyki, psychologii oraz prawa. Partnerem audioserialu jest kanał CBS Reality.

## Publikacje
- Marcin Myszka: Rozpruwacz z Bydgoszczy. 2021-05-17. ISBN 978-83-961371-0-4. Brak numerów stron w książce
- Michał Larek, Marcin Myszka: Sprawa Edmunda Kolanowskiego. 2021-08-03. ISBN 978-83-961371-1-1. Brak numerów stron w książce
- Marcin Myszka: Zbrodnia obok ciebie. 2022-10-17. ISBN 978-83-66747-42-5. Brak numerów stron w książce

## Nagrody i wyróżnienia
Za realizację podcastu „Kryminatorium Empik Go 2” w 2022 roku otrzymał nagrodę Bestsellera Empiku 2021.
Nagroda "Podcaster 2019 roku" Za zbudowanie nowej formy podcastów kryminalnych oraz niezwykle interesujące wykorzystanie storytellingu w podkastach Kryminatorium.